# Desiigner
Sidney Royel Selby III (New York, 3 mei 1997), beter bekend onder zijn artiestennaam Desiigner, is een Amerikaanse rapper. Hij kreeg internationale bekendheid met zijn debuutsingle Panda, die de eerste plaats in de Billboard Hot 100 bereikte.

## Carrière
Desiigner groeide op in de New Yorkse wijk Bedford-Stuyvesant. Hij zong in het school- en kerkkoor. Hij begon op 14-jarige leeftijd met rappen.
Desiigner tekende in februari 2016 bij het platenlabel GOOD Music van Kanye West. In het nummer "Pt. 2" van Kanye West zijn album The Life of Pablo is een melodie van de single "Panda" te horen, die eind december 2015 door Desiigner werd uitgebracht en die hem veel publiciteit opleverde. Nadat "Panda" in februari 2016 opnieuw werd uitgebracht, bereikte het nummer eind april 2016 de top van de Amerikaanse hitlijsten. In juli 2016 bracht Desiigner het nummer "Tiimmy Turner" uit. In november 2017 verscheen Desiigner op de remix van het nummer "Mic Drop" van BTS in samenwerking met Steve Aoki.
Op 4 mei 2018 bracht Desiigner zijn debuut-EP L.O.D. (Life of Desiigner) uit.